# Axel Sörbom
Axel Engelbrekt Sörbom, född 1854 i Sala, död den 26 april 1931 var en svensk fackföreningsman, anarkist och ungsocialist.
Utbildad skräddare blev han vid Svenska skrädderiarbetareförbundets bildande 1889 i Stockholm dess första ordförande (1889–1890). Därefter reste han till England, där han kom i lag med bland andra Pjotr Kropotkin, Louise Michel och Errico Malatesta och deltog som övertygad anarkist under några år med bidrag till den anarkistiska tidningen "Autonomi" ("Freedom").
Efter vistelsen i England bodde han bland annat i Tyskland, Hudiksvall, Katrineholm, Stockholm, Kristiania (Oslo), Köpenhamn och därefter åter Stockholm, hela tiden aktiv i fackförenings-, nykterhets- och ungsocialiströrelserna.